# O'Rear
O'Rear is een van oorsprong Ierse familienaam. De naam is via het Gaelic afgeleid van de familienaam Ó Riordain (Ó Rioghbhardain) en betekent hofbard. In Nederland kwam de naam in 2007 minder dan vijf keer voor; in België in 2008 nul keer.

## Bekende personen
Enkele bekende naamdragers zijn:
- Charles O'Rear (1941), een Amerikaans fotograaf, bekend van de standaard bureaubladachtergrond van Windows XP
- James O'Rear (1914–2000), een Amerikaans acteur